# Park Sung-hyun
Park Sung-Hyun, född 1 januari 1983 är en bågskytt från Sydkorea, som deltagit vid bågskyttetävlingar i olympiska sommarspelen, och innehar världsrekordet för damernas 72-pilsrunda från 70 meter.

## Meriter

### Olympiska meriter

#### Olympiska sommarspelen 2004
Park var med vid olympiska sommarspelen 2004 i Aten, där hon placerade sig bäst i damernas individuella rankingrunda. Hon satte då nytt världsrekord, och detta rekord sattes den 12 augusti 2004. 

##### Individuell tävlan
Hon mötte den 64-rankade May Mansour i den första rundan. Park vann med 154-102, och gick vidare till 16-delsfinal. Där mötte hon den ryska Natalia Bolotova, med ranking 33. Park vann här med 165-148. Hon mötte därpå den 17-rankade Naomi Folkard från Storbritannien, och vann med 171-159, och gick vidare till kvartsfinal. 
I kvartsfinalen mötte Park Evelina Psarra från Grekland, och vann med 111-101 i 12-pilsmatchen. I semifinalen vann hon över Alison Williamson med 110-100. I finalen vann Park med två poäng över den 2-rankade Lee Sung-Jin, och tog guld. 

##### Tävlan i lag
Hon deltog även som en av de tre i det sydkoreanska laget som tog guldmedaljen i damernas lagtävling i bågskytte samma mästerskap. De andra i laget var Yun Mi-Jin och Lee Sung Jin.

#### Olympiska sommarspelen 2008
| Namn                                    | Gren         | Rankingrunda | Rankingrunda | 32-delsfinal                  | 16-delsfinal                 | 8-delsfinal                      | Kvartsfinal                  | Semifinal                  | Final                         | Final  |
| Namn                                    | Gren         | Poäng        | Seed         | Resultat                      | Resultat                     | Resultat                         | Resultat                     | Resultat                   | Resultat                      | Plats  |
| --------------------------------------- | ------------ | ------------ | ------------ | ----------------------------- | ---------------------------- | -------------------------------- | ---------------------------- | -------------------------- | ----------------------------- | ------ |
| Park Sung-hyun                          | Individuellt | 673          | 1            | \|Abbouda (MAR) (64) W 112-80 | Hitzler (GER) (33) W 112-107 | Romantzi (GRE) (49) W 115-103 OR | Hayakawa (JPN) (9) W 112-103 | Un Sil (PRK) (5) W 109-106 | Juanjuan (CHN) (27) L 109-110 | Silver |
| Joo Hyun-jung Park Sung-hyun Yun Ok-hee | Lag          | 2004         | 1            |                               |                              |                                  | Italien (9) W 231-217        | Frankrike (5) W 213-184    | Kina (3) W 224-215            | Gold   |